# Pack

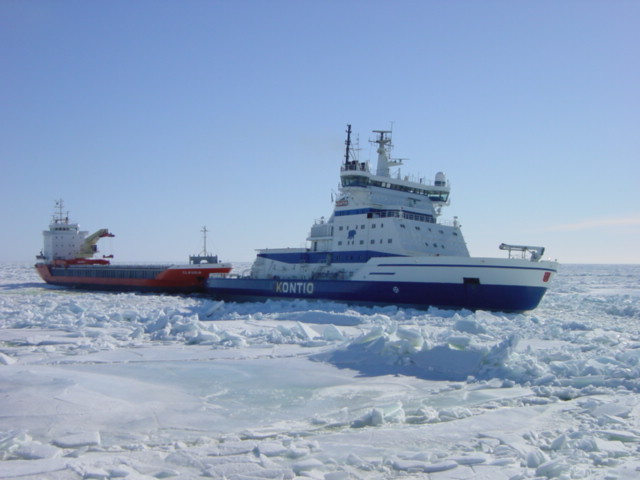
Il rompighiaccio finlandese Kontio mentre scorta una nave mercantile sul pack del Golfo di Botnia.

Il pack è uno strato di ghiaccio marino derivante dallo sgretolamento della banchisa.

## Caratteristiche
Se frammenti di pack si uniscono tra loro si forma un campo di ghiaccio, un enorme banco galleggiante di parecchie migliaia di chilometri quadrati. Si trova nelle regioni fredde come l'Artide e l'Antartide, e si muove trasportato dalle correnti marine. Risulta più pericoloso degli iceberg perché, quando i pack si saldano tra loro, possono "imprigionare" le navi.
Il pack antartico risulta particolarmente pericoloso per imbarcazioni o velivoli a causa del clima della zona: in condizioni di cielo nuvoloso, con neve o nebbia, il paesaggio appare completamente bianco, prendendo il nome di whiteout antartico. In questi casi si presentano difficoltà per l'orientamento e per distinguere eventuali ostacoli, creando rischi di incidenti aerei o navali.
Il pack si presenta inoltre ricco di spunzoni di ghiaccio, dovuti al gelo e al disgelo giornalieri, che possono danneggiare gravemente le fiancate delle navi o le fusoliere degli aerei che effettuano atterraggi di emergenza. Il pack, che si presenta come una distesa di ghiaccio misto ad acqua, è usato da animali come foche o pinguini come zona di riposo durante i loro lunghi viaggi in cerca di cibo.